# Madammen met een bontjas
Madammen met een bontjas is een humoristisch protestlied uit 1980 van de Belgische cabaretier, zanger en komiek Urbanus. Het is een van zijn bekendste nummers.

## Thema
Het komische liedje neemt vrouwen die bont dragen op de hak. Urbanus verklaart tot zijn luisteraars dat hij een kledingszaak wil beginnen in "madammenvellen". Hij is van plan deze madammen met een bontjas te vangen  tijdens banketten, paardenrennen, deftige recepties en in de Avenue Louise, Saturday Night Fever pub, de Rotary Club en de Lions Club. Net zoals van dieren allerlei producten worden gemaakt is Urbanus van plan om uit de verschillende lichaamsdelen van deze gevangen dames luchtmatrassen, vliegende sigaren, champagneflesdoppen, insecticide, pleisters, vuilniszakken, een Smyrnatapijt, stopcontacten, scheidsrechtersfluitjes, elastiekjes en leer te vervaardigen en verkopen. Urbanus besluit het nieuws met de mededeling dat hij hiermee rijk zal worden en met de opbrengst twee jassen uit stekelvarkensvellen zal laten maken voor hem en zijn vrouw. Want, zo zingt hij: "zo hebben we altijd plaats op de bus en op de tram."

## Cover
- Het lied werd in 2007 door Bart Peeters gecoverd tijdens het hommage-concert "Urbanus Vobiscum". Ook Urbanus zelf speelde het nummer diezelfde avond.
- Urbanus zingt in zijn voorstelling "Zelf" (2013-2015) een korte Engelse versie van het nummer onder de titel Ladies In A Fur Coat.

## In populaire cultuur
- In het Urbanusstripalbum Radio Salami richt Urbanus zijn eigen radiozender op. Het eerste nummer dat hij draait is "Madammen met een bontjas".
- In het Urbanusstripalbum Urbanellalala verkleedt Urbanus zich als een meisje en doet dan mee aan een soundmixshow waarbij hij zichzelf imiteert, terwijl hij "Madammen met een bontjas" covert.
- Als Urbanus samen met andere Bekende Vlamingen arriveert op het slagveld in het Suske en Wiske-album De Krimson-crisis zingt hij het refrein van "Madammen met een Bontjas".
- In 2004 gebruikte de Partij voor de Dieren het lied tijdens de campagne voor de Europese Verkiezingen van 10 juni dat jaar. Door de Noor Bjørn Magne Stuestøl is er een animatiefilm op dit lied gemaakt voor deze partij.

## Meewerkende artiesten
- Producer
  - Jean Blaute
- Muzikanten:
  - Annemie Nuyens - zang
  - Bob Bobott - zang
  - Firmin Timmermans - drums
  - Fred Bekky - zang
  - Jean Blaute - accordeon, gitaar, piano en synthesizer
  - Jef Coolen - trompet
  - Jerome Munafo - banjo en gitaar
  - Marc Mercini - trombone
  - Mich Verbelen - basgitaar
  - Pietro Lacirignola - klarinet en saxofoon
  - Raymond van het Groenewoud - mondharmonica en piano
  - Ronny Brack - synthesizer
  - Stoy Stoffelen - drums
  - Urbain Servranckx - gitaar en zang[1]